# Doris Nolan
Pour les articles homonymes, voir Nolan.
Doris Nolan est une actrice américaine, née le 14 juillet 1916 à New York (État de New York) et morte le 29 juillet 1998 à Berwick-upon-Tweed (Northumberland, Angleterre).

## Biographie
Au cinéma, Doris Nolan apparaît d'abord dans huit films américains sortis de 1936 à 1943, dont Vacances de George Cukor (1938, avec Katharine Hepburn et Cary Grant) et Nuits birmanes de Louis King (1940, avec Dorothy Lamour et Robert Preston).
En 1944, elle épouse l'acteur canadien Alexander Knox et le suit en Angleterre au début des années 1950, lorsqu'il est victime du maccarthysme et mis sur liste noire.
Ainsi, elle apparaît à la télévision dans treize séries britanniques disséminées entre 1951 et 1981, dont Les Aventures du colonel March (deux épisodes, 1954-1956), Le Saint (un épisode avec son mari, 1962) et la mini-série Retour au château (un épisode, 1981, ultime prestation à l'écran).
Elle tient également des petits rôles dans le film britannique Terreur sur le Britannic de Richard Lester (1974, avec Richard Harris et Omar Sharif), puis dans la coproduction franco-britannique Une Anglaise romantique de Joseph Losey (1975, avec Glenda Jackson et Michael Caine).
Au théâtre, Doris Nolan joue à Broadway (New York) dans sept pièces. La première est La Nuit du 16 janvier d'Ayn Rand, représentée 235 fois de septembre 1935 à avril 1936, avec Walter Pidgeon, Edmund Breese et Sarah Padden. La dernière est The Closing Door d'Alexander Knox, jouée en 1949, aux côtés de son époux et de Jo Van Fleet. Dans l'intervalle, citons The Doughgirls de Joseph Fields, donnée 671 fois de fin décembre 1942 à fin juillet 1944, avec Virginia Field, Arlene Francis et Arleen Whelan.
Installés définitivement en Angleterre depuis leur exil, les époux Knox-Nolan résident en dernier lieu à Berwick-upon-Tweed où ils meurent tous deux, le mari (né en 1907) en 1995, l'épouse en 1998.

## Filmographie partielle

### Cinéma
- 1936 : The Man I Marry de Ralph Murphy : Rena Allen
- 1937 : As Good as Married (en) (As Good as Married) d'Edward Buzzell : Sylvia Parker
- 1937 : Top of the Town de Ralph Murphy : Diana Borden
- 1938 : Vacances (Holiday) de George Cukor : Julia Seton
- 1939 : One Hour to Live d'Harold D. Schuster : Muriel Vance
- 1940 : Irène (Irene) d'Herbert Wilcox : Lillian
- 1940 : Nuits birmanes (Moon Over Burma) de Louis King : Cynthia Harmon
- 1974 : Terreur sur le Britannic (Juggernaut) de Richard Lester : Mme Corrigan
- 1975 : Une Anglaise romantique (The Romantic Englishwoman) de Joseph Losey : La deuxième dame au ticket-repas

### Séries télévisées
- 1954-1956 : Les Aventures du colonel March (Colonel March of Scotland Yard), saison unique, épisode 4 Le Monstre des neiges (The Abominable Snowman, 1954 : Mary Gray) de Bernard Knowles et épisode 25 Le Caniche aux diamants (The Case of the Kidnapped Poodle, 1956 : Mme Linda Brewster) de Bernard Knowles
- 1956 : Robin des Bois (The Adventures of Robin Hood), saison 1, épisode 39 The Prisoner de Bernard Knowles : L'épouse du prince Jean
- 1962 : Le Saint (The Saint), saison 1, épisode 2 Aventures à Rome (The Latin Touch) de John Gilling : Maude Inverest
- 1981 : Retour au château (Brideshead Revisited), mini-série, épisode 8 Retour au château (Brideshead Revisited) de Michael Lindsay-Hogg et Charles Sturridge : Mme Stuyvesant-Oglander

## Théâtre à Broadway
- 1935-1936 : La Nuit du 16 janvier (Night of January 16th) d'Ayn Rand : Karen Andre
- 1936 : Arrest That Woman de Maxine Alton : Marie Smith
- 1937-1938 : Tell Me Pretty Maiden de Dorothy Day Wendell : Margo Dare
- 1938 : Lorelei de (et mise en scène par) Jacques Deval : Karen Von Singall
- 1940 : Cue for Passion d'Edward Chodorov et Hy S. Kraft, mise en scène d'Otto Preminger : Vivienne Ames
- 1942 : The Cat Screams de Basil Beyea : Gwen Reid
- 1942-1944 : The Doughgirls de Joseph Fields, mise en scène de George S. Kaufman : Nan
- 1949 : The Closing Door d'Alexander Knox, mise en scène de Lee Strasberg : Norma Trahern